# Fernand Allard
Ferdinand Allard (ou Fernand Allard), né le 31 mars 1878 à Châtelineau (Belgique) et décédé le 26 mars 1947 à Louvain (Belgique), est un prêtre jésuite belge, missionnaire au Congo belge. Il est connu pour son action dans la mission du Kwango et pour les fonctions de gouvernement qu'il occupa au sein de cet Ordre au Congo belge.

## Jeunesse et formation
Fernand Allard naît le 31 mars 1878 à Châtelineau de l'union de Clémentine Thomas, fille de grands propriétaires terrien du village d'Acosse (près de Huy), avec François Allard, entrepreneur dans la métallurgie. Aîné d'une famille de huit enfants, Fernand songe très jeune à entrer dans la vie religieuse. Ayant fait ses humanités au collège jésuite de Charleroi, il suit des cours de philosophie et de théologie au séminaire du diocèse de Tournai dans le but de devenir prêtre séculier. 
Cependant, sans doute poussé par le désir missionnaire, il change d'avis et demande à être admis dans la Compagnie de Jésus. C'est ainsi qu'il entre en 1901 au noviciat d'Arlon. Sa formation se poursuit avec une année de juvénat (1903-1904) à Tronchiennes et un an de philosophie à Louvain.

## Missionnaire au Congo belge
C'est le 28 septembre 1905, alors qu'il n'est pas encore prêtre, que Fernand Allard quitte Anvers pour la colonie belge, et plus particulièrement pour œuvrer dans la mission du Kwango, alors ravagée par la maladie du sommeil. Six autres jésuites l'accompagnent. 
Le 18 novembre 1906, Allard est le premier belge à être ordonné prêtre au Congo. De cette année-là jusqu'à la Première Guerre mondiale, il fait partie de 'mission volante' créant en plusieurs postes des fermes-chapelles. Lorsque la guerre éclate, Allard est nommé aumônier d'un bataillon colonial. 
En 1915, ses supérieurs l'envoient néanmoins fonder la mission de Kibau, ainsi que le poste de Gingungi deux ans plus tard. Son expérience fait qu'il est nommé supérieur à Leverville et en 1921 à Kikwit où il construit de nombreux bâtiments en dur. Il quitte ce poste en 1925 pour descendre vers le sud afin d'y fonder de nouvelles écoles. Le père Allard devient vice-supérieur des régions du Kwango-Kwilu en 1930. 
Quatre ans plus tard, il est nommé supérieur régulier de la mission de Kwango, poste à hautes responsabilités dans lequel il s'investit de manière considérable durant 17 ans. Homme intelligent et chef lucide, de caractère cordial, Fernand Allard réussit à maintenir actifs les postes missionnaires de la région durant la période difficile de la Deuxième Guerre mondiale, alors que les ressources financières venaient souvent à manquer.

## Retour en Belgique
Fatigué de tant de travail, il rentre dans son pays natal, en Belgique, en 1947 en souffrant de l'estomac pour lequel il se fait opérer. Son cœur ne supporte pas l'opération et s'arrête de battre le 26 mars 1947 à Louvain. Fort pris par ses responsabilités de gouvernement et  administration, il laissa peu d'écrits.